# Rugby-fauteuil aux Jeux paralympiques d'été de 2020
Navigation
Rio 2016 Paris 2024
Le tournoi de rugby-fauteuil aux Jeux paralympiques d'été de 2020 qui devaient se dérouler du 26 au 30 août 2020 au Gymnase olympique de Yoyogi de Tokyo ont été reportées en 2021. Il y a un seul évènement au programme où 8 équipes sont en compétition. Le rugby aux Jeux paralympiques est un évènement mixte, bien que la grande majorité des athlètes aux Jeux sont de sexe masculin.

## Qualifications
Les huit équipes se sont qualifiées comme suit :
| Compétition                           | Date                       | Lieu                    | Places | Qualifiés                |
| ------------------------------------- | -------------------------- | ----------------------- | ------ | ------------------------ |
| Pays organisateur                     | Pays organisateur          | Pays organisateur       | 1      | Japon                    |
| Championnats du monde IWRF 2018       | 5-10 août 2018             | Sydney, Australie       | 1      | Australie                |
| Championnat d'Asie-Océanie 2019       | 6-9 septembre 2019         | Gangneung, Corée du Sud | 1      | Nouvelle-Zélande         |
| Championnat d'Europe 2019             | 7-11 août 2019             | Vejle, Danemark         | 2      | Danemark Grande-Bretagne |
| Jeux parapanaméricains de 2019        | 23 août-1er septembre 2019 | Lima, Pérou             | 1      | États-Unis               |
| Tournoi de qualification paralympique | 2-9 mars 2020              | Richmond, Canada        | 2      | France Canada            |
| Total                                 | Total                      | Total                   | 8      |                          |

## Podium
| Épreuves      | Or | Argent | Bronze |
| Tournoi mixte | Grande-Bretagne Ayaz Bhuta Jonathan Coggan Ryan Cowling Nicholas Cummins Kylie Grimes Aaron Phipps Jim Roberts Stuart Robinson Chris Ryan Jack Smith Jamie Stead Gavin Walker | États-Unis Chuck Aoki Jeff Butler Chad Cohn Joseph Delagrave Lee Fredette Ray Hennagir Joe Jackson Charles Melton Eric Newby Kory Puderbaugh Adam Scaturro Joshua Wheeler | Japon Masayuki Haga Yuki Hasegawa Katsuya Hashimoto Yukinobu Ike Daisuke Ikezaki Tomoaki Imai Kae Kurahashi Shunya Nakamachi Seiya Norimatsu Hitoshi Ogawa Shinichi Shimakawa Hidefumi Wakayama |

## Résultats

### Phase de poules

#### Poule A
| Rang | Pays      | J | V | N | D | Pm  | Pe  | Diff | Pts |
| ---- | --------- | - | - | - | - | --- | --- | ---- | --- |
| 1    | Japon     | 3 | 3 | 0 | 0 | 170 | 155 | +15  | 6   |
| 2    | Australie | 3 | 1 | 0 | 2 | 156 | 159 | -3   | 2   |
| 3    | France    | 3 | 1 | 0 | 2 | 151 | 153 | -2   | 2   |
| 4    | Danemark  | 3 | 1 | 0 | 2 | 155 | 165 | -10  | 2   |

|  | Qualifié pour les demi-finale |
|  | Match de classement de 5 à 6  |
|  | Match de classement de 7 à 8  |

| Rang | Pays      | J | V | N | D | Pm  | Pe  | Diff | Pts |
| ---- | --------- | - | - | - | - | --- | --- | ---- | --- |
| 1    | Japon     | 3 | 3 | 0 | 0 | 170 | 155 | +15  | 6   |
| 2    | Australie | 3 | 1 | 0 | 2 | 156 | 159 | -3   | 2   |
| 3    | France    | 3 | 1 | 0 | 2 | 151 | 153 | -2   | 2   |
| 4    | Danemark  | 3 | 1 | 0 | 2 | 155 | 165 | -10  | 2   |

|  | Qualifié pour les demi-finale |
|  | Match de classement de 5 à 6  |
|  | Match de classement de 7 à 8  |

| 25 août | Australie | 53 - 54 | Danemark  |
| 25 août | Japon     | 53 - 51 | France    |
| 26 août | Japon     | 60 - 51 | Danemark  |
| 26 août | France    | 48 - 50 | Australie |
| 27 août | Danemark  | 50 - 52 | France    |
| 27 août | Australie | 53 - 57 | Japon     |

#### Poule B
| Rang | Pays             | J | V | N | D | Pm  | Pe  | Diff | Pts |
| ---- | ---------------- | - | - | - | - | --- | --- | ---- | --- |
| 1    | États-Unis       | 3 | 3 | 0 | 0 | 171 | 137 | +34  | 6   |
| 2    | Grande-Bretagne  | 3 | 2 | 0 | 1 | 158 | 134 | +24  | 4   |
| 3    | Canada           | 3 | 1 | 0 | 2 | 152 | 144 | +8   | 2   |
| 4    | Nouvelle-Zélande | 3 | 0 | 0 | 3 | 108 | 174 | -66  | 0   |

|  | Qualifié pour les demi-finale |
|  | Match de classement de 5 à 6  |
|  | Match de classement de 7 à 8  |

| Rang | Pays             | J | V | N | D | Pm  | Pe  | Diff | Pts |
| ---- | ---------------- | - | - | - | - | --- | --- | ---- | --- |
| 1    | États-Unis       | 3 | 3 | 0 | 0 | 171 | 137 | +34  | 6   |
| 2    | Grande-Bretagne  | 3 | 2 | 0 | 1 | 158 | 134 | +24  | 4   |
| 3    | Canada           | 3 | 1 | 0 | 2 | 152 | 144 | +8   | 2   |
| 4    | Nouvelle-Zélande | 3 | 0 | 0 | 3 | 108 | 174 | -66  | 0   |

|  | Qualifié pour les demi-finale |
|  | Match de classement de 5 à 6  |
|  | Match de classement de 7 à 8  |

| 25 août | États-Unis       | 63 - 35 | Nouvelle-Zélande |
| 25 août | Grande-Bretagne  | 50 - 47 | Canada           |
| 26 août | Canada           | 54 - 58 | États-Unis       |
| 26 août | Grande-Bretagne  | 60 - 37 | Nouvelle-Zélande |
| 27 août | États-Unis       | 50 - 48 | Grande-Bretagne  |
| 27 août | Nouvelle-Zélande | 36 - 51 | Canada           |

### Phase finale

#### Tableaux
|  | Demi-finales    | Demi-finales |                 |    | Finale | Finale |
|  | Demi-finales    | Demi-finales |                 |    | Finale | Finale |
|  |                 |              |                 |    |        |        |
|  |                 |              |                 |    |        |        |
|  |                 |              |                 |    |        |        |
|  | Japon           | 49           |                 |    |        |        |
|  | Japon           | 49           |                 |    |        |        |
|  | Grande-Bretagne | 55           |                 |    |        |        |
|  | Grande-Bretagne | 55           | Grande-Bretagne | 54 |        |        |
|  |                 |              | Grande-Bretagne | 54 |        |        |
|  |                 | États-Unis   | 49              |    |        |        |
|  | États-Unis      | États-Unis   | 49              | 49 |        |        |
|  | États-Unis      |              |                 | 49 |        |        |
|  | Australie       | 42           |                 |    |        |        |
|  | Australie       | 42           | 3e place        |    |        |        |
|  |                 |              |                 |    |        |        |
|  |                 |              |                 |    |        |        |
|  |                 |              |                 |    |        |        |
|  | Japon           | 60           |                 |    |        |        |
|  | Japon           | 60           |                 |    |        |        |
|  | Australie       | 52           |                 |    |        |        |
|  | Australie       | 52           |                 |    |        |        |

|  | 5e place |    |
|  |          |    |
|  |          |    |
|  |          |    |
|  | France   | 49 |
|  | France   | 49 |
|  | Canada   | 57 |
|  | Canada   | 57 |

|  | 7e place         |    |
|  |                  |    |
|  |                  |    |
|  |                  |    |
|  | Danemark         | 56 |
|  | Danemark         | 56 |
|  | Nouvelle-Zélande | 53 |
|  | Nouvelle-Zélande | 53 |

## Classement final
| Rang | Équipe           | J | V | D |
| ---- | ---------------- | - | - | - |
| 1    | Grande-Bretagne  | 5 | 4 | 1 |
| 2    | États-Unis       | 5 | 4 | 1 |
| 3    | Japon            | 5 | 4 | 1 |
| 4    | Australie        | 5 | 1 | 4 |
| 5    | Canada           | 4 | 2 | 2 |
| 6    | France           | 4 | 1 | 3 |
| 7    | Danemark         | 4 | 2 | 2 |
| 8    | Nouvelle-Zélande | 4 | 0 | 4 |